# Sebastian Kubis
Sebastian Kubis (* 11. Januar 1966 in Berlin) ist ein deutscher Rechtswissenschaftler und Hochschullehrer.

## Leben
Sebastian Kubis studierte Rechtswissenschaft und Philosophie an der Universität Bielefeld und legte 1992 sein Referendarexamen ab. Anschließend absolvierte er ein Studium an der University of Illinois in Urbana-Champaign, das er 1993 mit dem Master of Laws abschloss. Von 1989 bis 1993 war er Stipendiat des Cusanuswerks. Kubis promovierte 1998 über die „Internationale Zuständigkeit bei Persönlichkeits- und Immaterialgüterrechtsverletzungen“, leistete sein Referendariat beim Schleswig-Holsteinischen Oberlandesgericht in Schleswig und legte sein Assessorexamen 1998 ab. Anschließend war er Wissenschaftlicher Assistent am Institut für Europäisches und Internationales Privat- und Verfahrensrecht der Christian-Albrechts-Universität zu Kiel.
Kubis ist Schüler von Haimo Schack.
Seit der Habilitation im Wintersemester 2005/06 mit einer Arbeit über den „Schutz des Schuldners bei Forderungsabtretung und Einziehungsermächtigung“ war Kubis Privatdozent an der Christian-Albrechts-Universität mit der Lehrbefugnis für „Bürgerliches Recht, Zivilprozessrecht, Internationales Privat- und Zivilverfahrensrecht, Rechtsvergleichung, Urheberrecht“. Im Sommersemester 2006 vertrat er eine Professur für Bürgerliches Recht an der Universität Kiel und übernahm im Dezember 2006 einen Ruf auf den Wilhelm Peter Radt Stiftungslehrstuhl für Bürgerliches Recht und Gewerblichen Rechtsschutz an der FernUniversität in Hagen.

## Veröffentlichungen
- Schuldnerschutz bei Forderungsabtretung und Einziehungsermächtigung. Mohr Siebeck, Tübingen 2007, ISBN 978-3-16-149209-9
- Internationale Zuständigkeit bei Persönlichkeits- und Immaterialgüterrechtsverletzungen. Dissertation Universität Bielefeld, Gieseking, Bielefeld 1999, ISBN 3-7694-0287-1